# 동이중학교
동이중학교는 충청북도 옥천군 동이면 적하길 23 (적하리)에 있었던 중학교이다.

## 연혁
- 1971년 3월 8일 동이중학교 개교 및 입학식(161명)
- 1997년 2월 15일 제24회 졸업식(49명/총 3052명)
- 1997년 3월 1일 제14대 김용식 교장 부임
- 1998년 2월 14일 제25회 졸업식(49명/총 3101명)
- 1998년 3월 1일 폐교